# Pantaleon (Name)
Pantaleon ist ein männlicher Vorname.

## Herkunft und Bedeutung
Der Name Pantaleon ist griechischen Ursprungs und bedeutet All-Erbarmer. Er wurde schon in der Antike verwendet.

## Verbreitung
Der Name fand und findet in christlichen Ländern Verwendung.

## Namenstag
- 27. Juli Sankt Pantaleon, † 305

## Varianten
Es gibt mehrere Varianten des Namens:
- Panteleimon
- Pantaleimon
- Pantoleon
- Pantaleoni
- Bantleon

in anderen Sprachen:
- alemannisch-schwäbische: Bentele, Bentlin, Bantli oder Bantele
- englisch: Pantaleon oder Panteleemon
- griechisch: Πανταλέων oder Παντολέων oder Παντελεήμων
- russisch: Пантелеймон

## Namensträger

### Vorname
- Pantaleon (König von Pisa), im Zweiten Messenischen Krieg um 600 v. Chr. Verbündeter Spartas
- Pantaleon (indo-griechischer König) (Regierungszeit um 190 bis 180 v. Chr.), indo-griechischer König
- Pantaleon (Heiliger) (unbekannt–305), frühchristlicher Heiliger
- Pantaleon Candidus, auch Pantaleon Weiß (1540–1608), reformierter Theologe, Historiker und Autor
- Pantaleon Hebenstreit (1668–1750), Musiker und Erfinder des Musikinstruments Pantaleon
- Pantelejmon Kulisch (1819–1897), ukrainischer Schriftsteller, Dichter, Folklorist, Ethnograph, Kritiker, Redakteur, Historiker und Verleger
- Astor Piazzolla, Ástor Pantaleón Piazzolla (1921–1992), argentinischer Musiker und Komponist
- Panteleimon Kondratjewitsch Ponomarenko (1902–1984), Parteisekretär der KPdSU
- Panteleimon Sergejewitsch Romanow (1884–1938), russischer Schriftsteller
- Pantaleon Rosmann (1776–1853), Priester, Historiker und erster Ehrenbürger von Breisach am Rhein

### Künstlername
- Pantaleimon (Band), englische Musikgruppe
- Pseudonym des Alchemisten Franz Gassmann (17. Jahrhundert)

### Familienname
- Pantaleone da Confienza (* um 1450 in Vercelli; † um 1492), italienischer Arzt und Diplomat
- Urban IV., eigentlich Jacques Pantaléon (~1200–1264), Papst
- Adalgisa Pantaleón, dominikanische Sängerin und Schauspielerin
- Heinrich Pantaleon (1522–1595), Schweizer Arzt und Späthumanist
- Sotirios Pantaleon (* 1980), griechischer Volleyballspieler